# Auguste-François Morel
Auguste-François Morel, född den 26 november 1809 i Marseille, död den 23 april 1881 i Paris, var en fransk tonsättare.
Morel var 1852–1873 direktör för konservatoriet i Marseille och komponerade bland annat sånger, operan Le jugement de Dieu (1860) samt genom stil och färg beaktansvärd kammarmusik (5 stråkkvartetter, en stråkkvintett och en trio), som två gånger prisbelöntes av Franska institutet.